# توماس كيلي (سياسي نيوزلندي)
توماس كيلي (بالإنجليزية: Thomas Kelly)‏ هو سياسي نيوزلندي، ولد في 1830، وتوفي في 1921. انتخب عضو مجلس النواب نيوزيلندا.